# 8 Bit Weapon
8 Bit Weapon — музыкальная группа, выступающая в жанре чиптюн, образованная Сетом и Мишель Стернбергами. 8BW изначально была создана Сетом Стернбергом примерно в 1999 году. В основном группа использует старые 8-битные и 16-битные компьютеры, такие как Commodore VIC-20, Commodore 64, и Commodore 128, Commodore Amiga 500, и Apple II, а также игровые приставки, такие как NES, GameBoy, Atari 2600 и Intellivision.
Группа образовалась примерно в 1999 году. Начиналось все с ремиксов, сделанных на Commodore 64 SID на мелодии из игр, таких как Super Mario Bros. 2, и Metroid. Оба ремикса можно услышать в альбоме под названием «Confidential 1.0» и Nintendo Remixes на официальном сайте группы. Позже, 8 Bit Weapon начали писать оригинальную музыку, используя компьютер Commodore 64, Nintendo GameBoy, NES, а также другие 8 битные приставки и компьютеры.
Группа стала известной после живого выступления на G4 Attack Of the Show, и выступлений на Е3 в 2004, 2005, и 2006 гг. Знаменательным стал и контракт с Nokia — Стернберги записали саундтрек для игры Reset Generation (ранее известная под кодовым названием «White Rock Project»). Игра вышла на N-Gage 2.0 и PC.

## Участники группы
Сет — основал группу в 1998—1999 гг. и является основным автором песен. Он играет на Commodore 64/128, Apple IIc, Game Boy. Также поет (через вокодер) на живые турниры.
Мишель — присоединилась к группе в октябре 2006 года и также пишет музыку для группы. Она имеет свою собственную группу под названием ComputeHer. Играет на Commodore 64/128, Apple IIe, акустических барабанах, и синтезаторах на концертах.

## Бывшие члены
MelBot (2006-2008) — играл на клавишных на концертах. Теперь занимается сольной карьерой.
Стейси «Superstix» Тейлор (2003-2005) — играла на акустических барабанах на концертах.

## Дискография
- Confidential 1.0 (2003)
- Microsoft Halo 2 Celebrity Pre-Release Party Soundtrack (2004)
- Official Bootleg: Live from Robotopia (2004)
- The EP (Limited Edition) (2005)
- Vaporware Soundtracks: (Limited Edition) (2005)
- «Breathe — Vacuum Mix» for Erasure (2005)
- «Don’t Say You Love Me — 8 Bit Weapon Remix» for Erasure (2005)
- Vaporware Soundtracks 2.0: (Standard Edition) (2006)
- High Score Movie Soundtrack: «Gameboy Rocker»  (2006)
- «I Like the Way You Werk It — 8 Bit Weapon Remix» for Information Society (band) (2007)
- «Space Lab» off «8 Bit Operators», by Kraftwerk (Astralwerks) (2007)
- «MeanTime EP: An Adventure Through Time!» Limited Edition (2007)
- «Shark Attack — 8 Bit Weapon Remix» for Freezepop (2007)
- Confidential 2.0 (2008)
- Reset Generation Soundtrack (2008)
- Electric High EP (Limited Edition) (2009)
- Tron Tribute EP (2010)
- Silo 64 Soundtrack (2010)
- Bits with Byte (2012)
- Chiptopia: The Best of 8 Bit weapon & ComputeHer" (2013)